# Grupo Lala
Grupo Lala, S.A.B. de C.V. (fundada como Pasteurizadora La Laguna en 1950 en Torreón, Coahuila) es una empresa alimenticia mexicana enfocada principalmente en la industria de los lácteos y la cárnica. Cuenta con presencia en México, los Estados Unidos, Brasil y Centroamérica, siendo de una de las empresas lácteas más grandes del mundo.

## Historia

### Inicios
En 1949, se funda la Unión de Crédito de Productores de Leche de Torreón en Coahuila, México; y en 1950 crean Pasteurizadora La Laguna, su primera planta de pasteurización y distribución de productos lácteos.
Hasta 1985, se establecieron como una organización de nivel nacional en México, e instauraron la asociación civil Fundación Lala, la cual distribuye recursos básicos a zonas marginadas de México.
Por 1987, construyó su primera planta de ultrapasteurización en Torreón, Coahuila.
En 1989, tras las medidas del gobierno mexicano para erradicar la obesidad, crearon  Maratón Internacional Lala cuyos recursos están destinados a la salud pública de México.
Por alrededor de 1997, tras la publicación de convenios para disminuir el cambio climático de la ONU, sentaron una fábrica independiente de envases Tecnopak.

### Actualidad
Durante 2003, adquirieron la empresa láctea mexicana Nutri-Leche.
Hasta 2007, establecieron su primer centro de investigación social Instituto Lala, enfocado en la investigación de estilos de vida y alimentación saludables, además de prevención de enfermedades crónicas relacionadas.
En 2008, Grupo Lala se expandió a los Estados Unidos adquiriendo una planta de fabricación en Omaha, Nebraska, mientras que en Centroamérica adquirieron la empresa colombiana de pasteurización Foremost y en México publicaron su primera oferta estudiantil de nivel superior para la Universidad Lala.
Por alredador de 2009, compró National Dairy Holdings LP de Dairy Farmers of America.
Por alrededor de 2011, escondía sus operaciones estadounidenses bajo el nombre de La Laguna Dairy (ahora Borden Milk Products) e inauguraron su Centro de Investigación y Desarrollo en Torreón.
Durante 2013, comenzó a hacer ofertas públicas de acciones en la Bolsa Mexicana de Valores (BMV). 
Hasta 2014, adquirió la empresa láctea nicaragüense Eskimo.
En 2015, se integró a la IPC Sustentable de la Bolsa Mexicana de Valores, estableció una planta en Nicaragua, y recibió el Premio Nacional Agroalimentario del gobierno mexicano.
Por alrededor de 2016, mercaron la empresa láctea nicaragüense La Perfecta, adquirieron tres plantas de La Laguna Dairy (con lo que volvieron a ingresar a los Estados Unidos) y sentaron alianzas estratégicas con Coopeleche y Fifco en Costa Rica.
Durante 2017, inauguraron su centro de servicios globales en Gómez Palacio, Durango y construyeron su primer Centro de tecnologías e innovación de carnes frías en Tizayuca, Hidalgo, en el mismo año adquirieron a la empresa láctea brasileña Vigor junto sus participaciones en Itambé por 1,85 mil millones de dólares.
Durante 2019, el Instituto Mexicano de la Propiedad Industrial (IMPI) aprobó la patente del primer proceso de fabricación de leche cien por ciento libre de lactosa, desarrollado en el Centro de Investigación y Desarrollo de la compañía, donde se invirtieron alrededor de 24.5 millones de dólares. De igual manera se invirtieron más de 10 millones de dólares en el desarrollo de métodos de fabricación por nanofiltración. De acuerdo con la Cámara Nacional de Industriales de la Leche de México (Canilec) estos métodos permiten separar los nutrimentos de la leche, con lo cual se puede manipular diversas posibilidades de nuevos productos lácteos acordes a cada tipo de consumidor, por ejemplo, reducidos en azúcar, bonificados en calcio, proteínas o fibras, etc.
En mayo de 2021, Grupo Lala anunció su intención de deslistar sus acciones de la Bolsa Mexicana de Valores a solicitud de un grupo de socios.